# Kira Nerys
Kira Nerys è un personaggio immaginario dell'universo fantascientifico di Star Trek. Interpretata da Nana Visitor, appare nella serie televisiva Star Trek: Deep Space Nine e nella miniserie televisiva Alone Together: A DS9 Companion. Nana Visitor presta inoltre la voce al personaggio in alcuni videogiochi del franchise.
Kira Nerys è una Bajoriana, già combattente nella Resistenza bajoriana durante l'occupazione Cardassiana, in seguito riveste l'incarico di primo ufficiale di collegamento con Bajor, sulla stazione spaziale Deep Space Nine, con il grado di maggiore e successivamente di colonnello. Insubordinata e indipendente, ebbe qualche contrasto con la giustizia in passato, ma lo fece per dedicarsi a qualcosa di più importante dei suoi interessi personali: la liberazione del suo pianeta e del suo popolo dallo sfruttamento inumano operato su Bajor dai Cardassiani.

## Caratteristiche
Donna profondamente religiosa, Kira Nerys è forte e molto aggressiva, come tutte le donne bajoriane, e la sua tenacia traspare ogni qualvolta si confronta o interagisce con altre persone. Pur essendone la seconda in comando, è più imperiosa del severo ma bonario Sisko: più di una volta la si trova a dare ordini al suo superiore, ai quali Sisko non di rado finge di ubbidire di buon grado. Oltre ad avere indubbie doti tattico-strategiche, è un'abilissima pilota d'astronave, micidiale con le armi portatili a terra e anche, pur essendo relativamente minuta, ha una perfetta conoscenza delle arti marziali, che la rendono un avversario temibilissimo nel corpo-a-corpo anche per contendenti maschi assai più grandi di lei, compreso Worf, con cui si esercita spesso.
La crescita personale di Kira si sviluppa nei momenti di coinvolgimento emotivo, nei quali è costretta a riflettere su cosa considera più importante, mettendo da parte orgoglio, rancore e desiderio di vendicare i delitti subiti dal suo popolo e ricordando a se stessa che è finito il tempo di combattere ed è cominciato quello per ricostruire.

## Storia del personaggio

### Dal 2343 al 2368
Nerys (Kira è il cognome, posto prima del nome, come del resto si usa in diverse lingue terrestri, come il cinese, il giapponese e l'ungherese) nacque nella provincia di Dakhur nel 2343 e crebbe nel campo profughi di Singha; il padre, Kira Taban, agricoltore e giardiniere della provincia di Dahkur, fece parte della Resistenza, si prese cura dei suoi figli dopo il rapimento della propria moglie e dopo la distruzione del villaggio in cui viveva morì combattendo contro i Cardassiani, e fu sepolto nella sua provincia di nascita (non si conosce l'anno esatto, comunque tra il 2356 e il 2369); la madre, Kira Meru, una pittrice specializzata in icone, ebbe il viso sfregiato dai soldati cardassiani ai quali ella non aveva portato rispetto e fu in seguito portata a bordo di Terok Nor (il nome cardassiano della stazione Deep Space Nine) per servirli in qualità di "donna di conforto" (eufemistico termine scelto per le donne bajoriane che erano costrette a prodigare "cure e sollievo" alle truppe cardassiane. Generalmente le loro famiglie, pur non essendo a conoscenza di questo, venivano "ricompensate" con cibo e medicinali extra, e veniva dato loro il permesso di tornare a casa).
La madre di Nerys ebbe un legame con il cardassiano Gul Dukat, che a quel tempo era prefetto di Bajor e morì in un ospedale cardassiano sette anni dopo. A Nerys fu invece fatto credere che la madre fosse morta di stenti nel campo profughi di Singha quando lei aveva solo tre anni. I suoi due fratelli, Kira Reon e Kira Pohl, rispettivamente il maggiore e il minore, sono apparentemente deceduti durante l'Occupazione cardassiana. La piccola Bajoriana cominciò così a combattere contro i Cardassiani sin dall'età di 13 anni; ella spese la maggior parte della sua infanzia e adolescenza come combattente per la libertà.
L'intelligence Cardassiana la descrive come un'operativa minore, i cui compiti erano limitati all'attività di corriere per gli altri terroristi; in realtà, sebbene all'inizio i suoi compiti si limitassero a varie commissioni e alla pulizia delle armi, dal 2355, Kira, reclutata da Lorit Akrem, faceva parte di un gruppo molto importante della Resistenza chiamato Shakaar (dal nome del leader del gruppo, Shakaar Edon).
La prima azione di Kira fu contro uno skimmer, il veicolo che i Cardassiani utilizzavano per spostarsi. Al termine dell'azione, Furèl e Lupàza, quest'ultima compagna del primo, creò l'orecchino di Kira utilizzando un pezzo di metallo dei resti dello skimmer. La cellula Shakaar fu responsabile della liberazione, nel 2357, del campo di concentramento di Gallitep (dove centinaia di bajoriani morirono per mano cardassiana); per la Resistenza, nel 2365, Kira salì su Terok Nor (nome dell'attuale stazione Deep Space Nine) per cercare una lista di Bajoriani collaborazionisti nascosta in una farmacia. Il farmacista, Vaatrik, scoprì Kira durante la sua ricerca, cosicché lei fu costretta a ucciderlo. Sebbene sospettata, il capo della sicurezza Odo la trovò innocente. Fu solo nel 2370 che Odo scoprì che Kira lo aveva ingannato.

### Dal 2369 in poi
La ritirata dei Cardassiani avvenne nel 2369, e nello stesso anno Kira fu assegnata come Primo Ufficiale e Ufficiale di Collegamento con la Federazione sulla stazione spaziale Deep Space Nine.
Inizialmente Kira, ancora incredula della ritirata cardassiana, si oppose alla decisione del Governo provvisorio di richiedere l'assistenza della Federazione: era sospettosa, diffidente sul ruolo della Federazione nella politica governativa e, come molti Bajoriani, temeva il ripetersi di un'invasione aliena nella vita di Bajor; ma la scoperta del tunnel spaziale, grazie al comandante Benjamin Sisko, quindi il prospettarsi di un nuovo inizio per Bajor, per il commercio e la ricostruzione, e il lavorare a stretto contatto con gli ufficiali federali, in qualche modo la costrinse a ricredersi modificando la sua opinione sulla Federazione. Sempre nel 2369, Kira presenziò alla "morte" di Kai Opaka. La sua fede la convinse che Benjamin Sisko fosse l'Emissario indicato dalle Profezie, ma talvolta le riusciva difficile conciliare il fatto che il suo comandante fosse anche un'icona religiosa vivente.
Nel 2370 fu promotrice della liberazione del campo di lavoro su Cardassia IV, dove si trovava prigioniero Li Nalas. Fu temporaneamente costretta dal Cerchio (il gruppo politico che tentò il colpo di stato su Bajor) a dimettersi e a lasciare Deep Space Nine; nello stesso periodo iniziò una relazione amorosa con Vedek Bareil, esattamente come aveva visto durante un incontro con un Sacro Cristallo. Questo incontro ebbe un profondo effetto sulla sua vita. Un incidente la portò in un universo alternativo (l'universo dello specchio già visitato dal capitano Kirk) nel quale la sua alter-ego era l'Intendente, governatrice del settore bajoriano di quell'universo, alleata con i Cardassiani, coi terrestri ridotti a schiavi.
Nel 2371 Bareil morì durante le trattative per la pace con i Cardassiani a causa di Kai Winn e, per vendicare il suo amato, Nerys aiutò Shakaar a diventare il Primo ministro di Bajor. Fu poi rapita e portata su Cardassia, dove fu alterata chirurgicamente per sembrare una Cardassiana appartenente all'Ordine Ossidiano, Iliana, e le venne fatto credere che la sua vita e i suoi ricordi di Bajoriana non fossero veri. Più tardi Kira scoprì che la sua trasformazione faceva parte di un piano per scoprire se il Legato Ghemor facesse parte del Movimento Cardassiano, una cellula di ribellione al governo militare.
Nel 2372 fu sul punto di dimettersi quando Akorem Laan ristabilì il sistema di caste D'Jarras. Kira appartiene alla Ih'valla, la D'jarra degli Artisti, che l'avrebbe costretta a svolgere un'occupazione in ambito artistico. Nello stesso anno iniziò una nuova relazione amorosa col Primo ministro bajoriano Shakaar Edon, suo amico di vecchia data oltre che leader della sua cellula di Resistenza. Quando Keiko O'Brien rimase gravemente ferita durante una missione botanica su Torad IV, nel Quadrante Gamma, rischiando di perdere il bambino che aspettava, Kira lo accolse nel suo grembo. Per il periodo della gravidanza visse insieme a Keiko e a Miles O'Brien, cosicché essi potessero prendersi cura di lei. Vivendo a stretto contatto con la famiglia di O'Brien, Nerys si sentì fortemente attratta da Miles, e si accorse che l'attrazione era reciproca. Dato che entrambi non volevano troncare le relazioni già esistenti, decisero di comune accordo di non alimentare questo sentimento.

### Nasce Kirayoshi O'Brien
Nel 2373, al termine della gestazione, Kira diede alla luce il bimbo col metodo tradizionale bajoriano. Nacque Kirayoshi O'Brien (presumibilmente chiamato così in onore di Kira). Poco tempo dopo, Kira e Shakaar si lasciarono, dopo aver saputo dai Vedek che i Profeti non vedevano di buon occhio la loro relazione. Contemporaneamente scoprì i veri sentimenti di Odo nei suoi riguardi. Ma in quel periodo la situazione politica precipitò. Kira fu impegnata a difendere il settore bajoriano dalle incursioni del Dominio e dei Klingon e rimase a bordo di Deep Space Nine dopo l'abbandono della Federazione, porgendo suo malgrado il benvenuto a nome del Governo bajoriano all'alleanza Dominio/cardassiana.
Nel 2374, pur essendo sotto il comando di Gul Dukat, Kira organizzò una piccola cellula di Resistenza per sabotare i Cardassiani, in attesa del ritorno della Federazione. Solo in questo periodo Kira scoprì, grazie al Cristallo del Tempo, che cosa successe veramente a sua madre, e ne rimase profondamente colpita. Dopo il ritorno della Federazione, ebbe una breve relazione con il Bareil dell'universo-specchio e subito dopo iniziò una relazione con Odo.

### Un Profeta prende possesso del corpo di Kira
L'arrivo sulla stazione di un Profeta e di uno spirito Pah-wraith la coinvolse direttamente. Il Profeta, infatti, prese possesso del suo corpo per lottare contro lo spirito. Dopo la chiusura del Tempio Celeste e la partenza del capitano Sisko, assunse l'effettivo controllo di Deep Space Nine fino al ritorno di Sisko. Durante questo periodo Kira fu promossa al grado di colonnello.
Nel 2375 fu rapita da una nave del Dominio e portata su Empok Nor, dove Gul Dukat cercò inutilmente di convincerla a aderire al culto dei Pah-wraith. Fu salvata dalla USS Defiant.

### Odo contrae la malattia che uccide i Fondatori
Dopo l'alleanza tra i Breen e il Dominio e la richiesta di aiuto di Cardassia alla Federazione, Kira fu inviata a istruire la cellula di Damar sul modo di ribellarsi contro le forze del Dominio. Per prevenire possibili rancori, la Flotta Stellare le assegnò un incarico ufficiale con il grado di comandante. Odo e Garak partirono con lei, ma durante la missione si accorsero che Odo aveva contratto la malattia che stava uccidendo i Fondatori.
La missione proseguì e Kira guidò un commando composto da sé stessa, Garak, Damar, Rusot e Odo a bordo di una nave Jem'Hadar, nel tentativo di impadronirsi di un dissipatore di energia breen, da consegnare alla Federazione perché lo potesse studiare. Rusot tentò di ucciderla, ma fu a sua volta ucciso da Damar. Le condizioni di Odo peggiorarono, ma Kira finse di non rendersene conto, nel tentativo di salvare la sua dignità. Quando scoprì che gli restava una settimana di vita, Odo esortò Kira a lasciarlo, chiedendole di tornare su Cardassia ad aiutare la Resistenza cardassiana, perché non voleva che lei fosse presente quando sarebbe morto. Kira accettò, anche se riluttante, e gli disse che lo amava. Fortunatamente il dottor Bashir trovò la cura e riuscì a salvare la vita di Odo.
Intanto Kira, Garak e Damar, giunti su Cardassia, riuscirono a stento a sfuggire a un agguato teso dal Dominio e furono obbligati a nascondersi. I tre iniziarono allora a sabotare i centri di comunicazione del Dominio, ma furono catturati dai Jem'Hadar e poi liberati dai soldati cardassiani. Insieme a loro attaccarono il Quartier Generale del Dominio.

### L'addio a Odo
Quando gli scontri tra le forze dell'Alleanza del Quadrante Alfa e del Dominio terminarono con la sconfitta di quest'ultimo, Kira contattò Sisko e fece ritorno su Deep Space Nine. Qui ritrovò Odo, che le annunciò la sua decisione di fare ritorno nel Grande Legame per curare i Fondatori. Lo accompagnò nel Quadrante Gamma e gli disse addio. Poi fece ritorno sulla stazione, diventandone l'ufficiale comandante dopo l'addio del capitano Sisko, avendo sia nella Milizia Bajoriana sia nella Flotta Stellare un elevato rango militare (rispettivamente colonnello e comandante). Nell'ultima scena, Nerys e Jake si vedono affettuosamente abbracciati come sorella maggiore e fratello minore, contemplando l'Universo.

## Interpreti

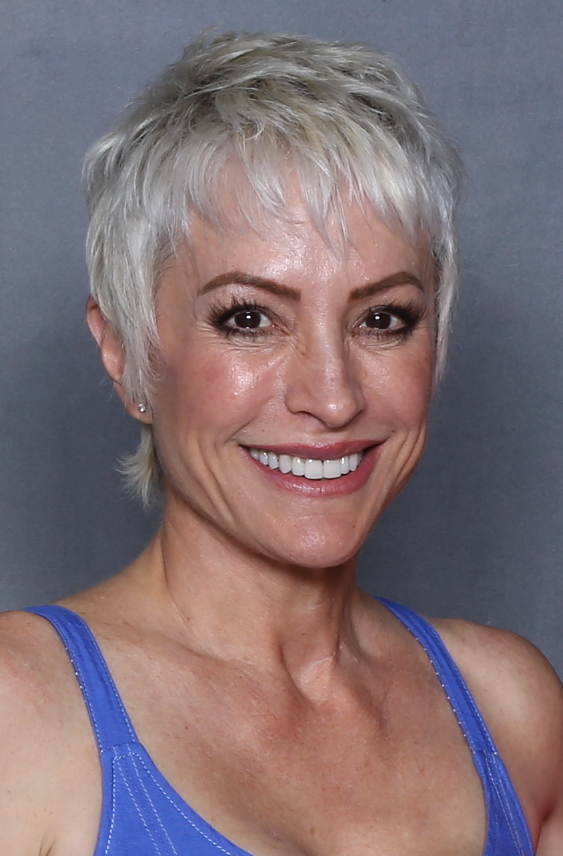
Nana Visitor, interprete di Kira Nerys

Kira Nerys è interpretata dall'attrice statunitense Nana Visitor, che la impersona in 173 episodi della serie televisiva Star Trek: Deep Space Nine, dal 1993 al 1999, e in uno della miniserie televisiva Alone Together: A DS9 Companion, nel 2020. Nana Visitor presta inoltre la voce al personaggio nei videogiochi del frachise di Star Trek Star Trek: Deep Space Nine - Harbinger (1996), Star Trek: Deep Space Nine - The Fallen (2000) e Star Trek Online (2010), oltre che nell'episodio Ascolta tutto, non fidarti di nulla (Hear All, Trust Nothing, 2022), della terza stagione della serie animata Star Trek: Lower Decks.
Visitor è stata sposata dal 1997 al 2001 con l'attore britannico di origini sudanesi Alexander Siddig, interprete del personaggio di Julian Bashir nella serie Deep Space Nine e con il quale ha avuto il figlio Django El Tahir El Siddig, nato il 16 settembre 1996: la gestazione del bambino non è stata nascosta durante le riprese della serie, ma è stata inserita nella trama, permettendo a Kira di portare avanti la gestazione del figlio di Miles e Keiko O'Brien. Ciò è visibile nella serie dalla quarta stagione, a partire dall'episodio Parti del corpo, alla quinta stagione, terminando nell'episodio Nascite.
Nell'edizione in lingua italiana della serie televisiva Deep Space Nine, Kira Nerys è doppiata da Monica Gravina. Nel doppio episodio pilota di Deep Space Nine distribuito in home video nel cofanetto Cofanetto Speciale I Capitani, pubblicato in formato VHS prima della messa in onda della serie e doppiato per l'occasione dalla A.D.C. di Milano, il personaggio di Kira Nerys è stato doppiato da Karin Giegerich. L'episodio è stato successivamente ridoppiato per la messa in onda televisiva.

## Filmografia
- Star Trek: Deep Space Nine - serie TV, 173 episodi (1993-1999)
- Alone Together: A DS9 Companion - miniserie TV, episodio 1x03 (2020)
- Star Trek: Lower Decks - serie animata, episodio 3x06 (2022)

## Giochi

### Videogiochi
- Star Trek: Deep Space Nine - Harbinger (1996)
- Star Trek: Deep Space Nine - The Fallen (2000)
- Star Trek Online (2010)